# Hollies (album, 1974)
Ne doit pas être confondu avec Hollies (album, 1965).
Albums de The Hollies
Out on the Road
(1972) Another Night
(1975)
Hollies est le quatorzième album du groupe The Hollies, sorti en 1974. Il marque le retour du chanteur Allan Clarke au sein de la formation.
Il inclut le dernier grand succès du groupe, la ballade The Air That I Breathe, qui se classe no 2 des ventes au Royaume-Uni et no 6 aux États-Unis. L'album se classe dans le Top 40 des ventes dans ces deux pays.

## Titres
| 1. | Falling Calling           | Allan Clarke, Terry Sylvester      | 3:10 |
| 2. | It's a Shame, It's a Game | Tony Hicks, C. Horton-Jennings     | 3:41 |
| 3. | Don't Let Me Down         | Allan Clarke                       | 4:21 |
| 4. | Out on the Road           | Tony Hicks, Kenny Lynch            | 2:57 |
| 5. | The Air That I Breathe    | Albert Almond, Mike Hazlewood (en) | 4:12 |

| 6.  | Rubber Lucy                                        | Allan Clarke                   | 4:12 |
| 7.  | Transatlantic Westbound Jet                        | Bobby Elliott, Terry Sylvester | 3:13 |
| 8.  | Pick Up the Pieces Again                           | Terry Sylvester                | 3:58 |
| 9.  | Down on the Run                                    | Tony Hicks, C. Horton-Jennings | 4:25 |
| 10. | Love Makes the World Go Round                      | Allan Clarke, Terry Sylvester  | 3:44 |
| 11. | The Day That Curly Billy Shot Down Crazy Sam McGee | Allan Clarke                   | 4:25 |

## Musiciens
- Bernie Calvert : basse, claviers
- Allan Clarke : chant
- Bobby Elliott : batterie, percussions
- Tony Hicks : guitare, chant
- Terry Sylvester : guitare rythmique, chant

## Classements
| Classement                    | Meilleure position | Semaines de présence |
| ----------------------------- | ------------------ | -------------------- |
| États-Unis (Billboard 200)    | 28                 | 23                   |
| Royaume-Uni (UK Albums Chart) | 38                 | 3                    |